# 緑間玲貴
緑間 玲貴（みどりま りょうき、）は、日本のバレエダンサー、芸術家、演出家、振付師、バレエアーティスト。沖縄県那覇市出身。

## 人物・活動など
3歳より南条幸子バレエ研究所に入所。
南条幸子に師事し、バレエをはじめ、18歳からプロフェッショナルを目指す。
2005年、母親である緑間貴子と緑間バレエスタジオを設立。（沖縄県那覇市）
2007年、舞踊家として、芸術家としてのバレエダンサーの活動を探求する中で「踊りは祈り。」を基軸に『バレエアーティスト』としての活動を開始。
2012年11月2日の秋季大祭日には、天河大辨財天社（奈良県）にて、バレエ作品『「Lumières de l’Est」〜ルミエール・ドゥ・レスト　東方からの光〜』を発表。バレエ公演として奉納。
2015年、トコイリヤと題した自主公演プロジェクトをスタート。東京公演（座・高円寺2）を皮切りに「TOKOIRIYA RYOKI to AI　vol.1」（5月9日）を公演した。
2016年、トコイリヤ沖縄凱旋公演「TOKOIRIYA RYOKI to AI」vol.2（1月16日・17日）をガンガラーの谷（南城市）で開催。巨大な自然洞窟にバレエシアターを創出した。
トコイリヤ「TOKOIRIYA RYOKI to AI」vol.3 沖縄公演（6月25日・26日）（琉球放送株式会社 主催公演）を開催。
ラヴェルのボレロを使用し、『RE BORN「再生」〜Boléro〜』を発表する。
2017年開催のトコイリヤ「TOKOIRIYA RYOKI to AI」vol.4 東京公演（渋谷区文化総合センター大和田 さくらホール（渋谷区））は、平成29年度（第72回）文化庁芸術祭の参加公演に選定されている。
第51回 沖縄タイムス芸術選賞 洋舞・邦舞 部門（バレエ）奨励賞 受賞。
2019年「トコイリヤ RYOKI to AI vol .5」 東京公演を、東京／日本橋公会堂（中央区）で開催。（11月8日、9日）
2020年、レパートリー作品の映像化と劇場からのリアルタイムWEB配信「トコイリヤ ARt MOViEng」（7月23日）と
通常の劇場公演「トコイリヤ RYOKI to AI vol.6」 沖縄公演（7月24日、25日）を沖縄県宜野座村の協力を得て開催。
2021年「トコイリヤ RYOKI to AI vol .7」 東京公演を、東京／新国立劇場（渋谷区）で開催。（1０月３１日）
舞踊歴35周年を記念して、ヤマトタケルと草薙剣伝説をテーマに初の長編バレエ「御佩劍」（みはかし）を制作、発表した。
2022年「トコイリヤ RYOKI to AI vol .8」 沖縄公演（2月20日）を、那覇文化芸術劇場 なはーと大劇場にて、杮落とし公演として開催。
「トコイリヤ RYOKI to AI vol .9」 東京公演を、東京／国立能楽堂（渋谷区）で開催。（6月25日）
「トコイリヤ RYOKI to AI vol .10」 東京公演を、東京／日本橋公会堂（中央区）で開催。（10月20日、22日）

2023年　首里城復興祭 首里城 下之御庭　バレエ「御佩劍」奉納公演  （11月3日）
首里城内で西洋舞踊が踊られるのは初めてのこと。
「トコイリヤ RYOKI to AI vol.11」 皇大神宮（伊勢の神宮「内宮」）舞踊奉納 　バレエ「御佩劍」皇大神宮 奉納特別版を奉献。 （11月11日）
皇大神宮の2000年の歴史において、バレエの奉納は初めてのこと。
2024年 「トコイリヤ RYOKI to AI vol.12」沖縄公演を、那覇文化芸術劇場 なはーと大劇場（那覇市）にて開催。 共同主催は那覇市。
バレエ「御佩劍」の第１番として、バレエ「ビゼーティン ー 七つの星の物語 ー」を発表した。（10月5日、6日）
また、5日はバリアフリー公演として、那覇市と共に、聴覚、視覚、肢体不自由の障がい者を劇場に招待して公演をした

## 振付・演出作品
- 『「Lumières de l’Est」～ルミエール・ドゥ・レスト　東方からの光～』天河版（2012年） - 演出、振付
- 『「Lumières de l’Est」～ルミエール・ドゥ・レスト　東方からの光～』劇場版（2015年） - 演出、振付
- 『 I suz U 』（2016年） - 演出、振付
- 『RE BORN「再生」〜Boléro〜』ガンガラーの谷版（2016年） -振付：緑間玲貴・柳元美香
- 『RE BORN「再生」〜Boléro〜』劇場版(2017年) -振付：緑間玲貴・柳元美香
- 『道（みち）』（2017年） -振付：上杉真由・緑間玲貴
- 『the Swan -倭建命-』（2019年）- 演出、振付
- 『MYRTHA』（2019年）- 演出、振付
- 『四方拝』（2020年）- 演出、振付
- 『RE BORN「再生」〜Boléro〜』劇場版(2020年)
- 『御佩劍』-MIHAKASHI-（2021年）- 演出、振付
- 『ビゼーティン ー 七つの星の物語 ー』（2024年）- 演出、振付

## 舞台公演
- 「TOKOIRIYA  RYOKI to AI　vol.1」東京公演（2015年5月9日、座・高円寺2）[4]
- 「TOKOIRIYA  RYOKI to AI　vol.2」沖縄公演（2016年1月16日・17日、ガンガラーの谷）[2]
- 「TOKOIRIYA  RYOKI to AI　vol.3」沖縄公演（2016年6月25日・26日、ガンガラーの谷）
- 「TOKOIRIYA  RYOKI to AI　vol.4」東京公演（2017年10月20日、渋谷区文化総合センター大和田 さくらホール）[5]
- 「TOKOIRIYA  RYOKI to AI　vol.5」東京公演（2019年11月7日・8日、日本橋公会堂）
- 「TOKOIRIYA  ARt MOViEng」  世界Live配信公演（2020年7月23日、宜野座村文化センター がらまんホール）
- 「TOKOIRIYA  RYOKI to AI　vol.6」沖縄公演（2020年7月24・25日、宜野座村文化センター がらまんホール）
- 「TOKOIRIYA  RYOKI to AI   vol.7」東京公演（2021年10月31日、新国立劇場 小劇場）
- 「TOKOIRIYA  RYOKI to AI   vol.8」沖縄公演（2022年6月25日、那覇文化芸術劇場 なはーと 大劇場）
- 「TOKOIRIYA  RYOKI to AI   vol.9」東京公演（2022年6月25日、国立能楽堂）
- 「TOKOIRIYA  RYOKI to AI   vol.10」東京公演（2022年10月20日・22日、日本橋公会堂）
- 「TOKOIRIYA  RYOKI to AI   vol.11」神宮奉納公演（2023年11月11日、伊勢の神宮・内宮（皇大神宮））
- 「TOKOIRIYA  RYOKI to AI   vol.12」沖縄公演（2024年10月5日・6日、那覇文化芸術劇場 なはーと 大劇場）

## 書籍
- 「トコイリヤ〜藝術の未来へ バレエ・アーティスト 緑間玲貴」

仲程長治のアートディレクションによるヴィジュアル・ブック
出版社：東洋企画印刷
ISBN 9784905412779
2017年11月11日発売
- 「タニタの14日間ブリリアントボディLESSON」2013 ミス・ユニバース・ジャパン公式（監修本として）

美意識を高める美メンタルバレエを監修
出版社：宝島社
ISBN 9784800212061
2013年10月発売